# Savigna
Savigna je naselje in bivša občina v francoskem departmaju Jura regije Franche-Comté. Naselje je leta 2009 imelo 108 prebivalcev.

## Geografija
Kraj leži v pokrajini Franche-Comté 53 km severovzhodno od Bourg-en-Bressa in 110 km jugozahodno od Besançona.

## Uprava
Občina Savigna skupaj s sosednjimi občinami Arinthod, Aromas, La Boissière, Cernon, Cézia, Charnod, Chatonnay, Chemilla, Chisséria, Coisia, Condes, Cornod, Dramelay, Fétigny, Genod, Lavans-sur-Valouse, Légna, Marigna-sur-Valouse, Saint-Hymetière, Thoirette, Valfin-sur-Valouse, Vescles in Vosbles sestavlja kanton Arinthod s sedežem v Arinthodu. Kanton je sestavni del okrožja Lons-le-Saunier.

## Zanimivosti
- gotska cerkev sv. Deziderija iz 15. stoletja;